# ITF Stoccarda 2011
L'ITF Stoccarda 2011 è stato un torneo di tennis facente parte della categoria ITF Women's Circuit nell'ambito dell'ITF Women's Circuit 2011. Il torneo si è giocato a Stoccarda in Germania dal 27 giugno al 3 luglio 2011 su campi in terra rossa e aveva un montepremi di $25 000 $.

## Vincitori

### Singolare
Tímea Babos ha battuto in finale  Korina Perkovic con il punteggio di 1–6, 6–2, 6–3

### Doppio
Darija Jurak /  Anaïs Laurendon hanno battuto in finale  Hana Birnerová /  Stephanie Vogt con il punteggio di 4–6, 6–1, [10–0]